# Joan Manuel Cabot Saval
Juan Manuel Cabot Saval (Aigües, 22 de juny de 1962) és un advocat i polític valencià, diputat a les Corts Valencianes en la V i VI legislatures.
Llicenciat en dret, fou escollit regidor d'Aigües a les eleccions municipals espanyoles de 1995. Fou diputat i vicepresident de la Diputació d'Alacant de 1995 a 1999. Ha estat secretari d'organització i vicesecretari general del Partit Popular de la Comunitat Valenciana.
Fou elegit diputat a les eleccions a les Corts Valencianes de 1999 i 2003. De 1999 a 2007 fou secretari primer de les Comissions de Reglament, de Peticions i de Govern Interior, president de la Comissió Permanent no legislativa d'Afers Europeus